# Sveti Andrija (Elafiti)
Sveti Andrija je otočić iz skupine Elafitskih otoka, udaljen od Dubrovnika 6 Nm, Koločepa 3 Nm, Lopuda 2 Nm, a od Šipana 4 Nm. Površina otočića je 53757 m2, dužina 475 m a najveća širina 130 m. Obala mu je 1130 m duga.
Obala otočića je kamenita, kao i podmorje. Na njegovom zapadnom dijelu raste borova šuma i razno mediteransko raslinje. Ostatak otoka nema šume, nego samo grmoliko bilje, a tu je i stanište raznih vrsta ptica, te je proglašen ornitološkim rezervatom. Prvi stanovnici Svetog Andrije bili su benediktinci, za koje je dubrovačka obitelj Crijević izgradila samostan i crkvu. U samostan se dolazilo mahom po kazni Dubrovačke Republike, jer je bio izoliran i nepristupačan. Neko je vrijeme otočić bio karantena za stanovnike Lopuda. U potresu 1667. samostan je uništen i nikada poslije nije obnovljen. O izgledu samostana zna se tek ponešto, jer se izvorni nacrti čuvaju u britanskom muzeju. Obnova zgrada na Sv. Andriji započinje 1872. godine kada se po odluci Austro-Ugarske vlade, ovdje počeo graditi svjetionik. Izgrađena je jednokatna zgrada, koja u sredini ima kulu. Sama zgrada je površine 210 m2, a na kuli je ugrađen svjetionik. Svjetlo je na 69 m iznad mora i vidljivo je na 24 Nm, što je jedno od najjačih na Jadranu. Gradnja svjetionika je dovršena 1873. godine.

## Zanimljivosti
Kao redovnik-pustinjak na Svetom Andriji je u šesnaestom stoljeću živio dubrovački književnik Mavro Vetranić Čavčić (1482. – 1576.). Svoj boravak je opisao u spjevu Remeta. Dana 12. studenoga 2019. pokraj otoka Hrvatski hidrografski institut izmjerio je najviši val ikad na Jadranu, 10,87 m.

## Legenda vezana uz Sv. Andriju
Ova legenda ima svoju potvrdu u dokumentu iz 1483. godine, koji se čuva u dubrovačkom arhivu.
To je priča o Mari, koja je živjela na Lopudu s trojicom braće ribara. Mare je imala prijateljicu Cvijetu čiji brat Niko je bio zainteresiran za Maru. Jedne noći su braća iz olujnog mora spasila žrtvu brodoloma, mladoga gospara Ivana, sina jednog od utjecajnijih vlastelina iz Dubrovnika. Mare ga je njegovala i između dvoje mladih se rodila ljubav. Međutim, to je bilo nespojivo; on vlastelin i ona – obična seljanka. Kako Ivan nije mogao kod oca isposlovati pristanak, ostavi svjetovni život i ode u samostan na Svetog Andriju. Mare je to saznala i otišla do otočića. Ponavljala je svoje odlaske sve češće, ponekad i plivajući s Lopuda. S izmakom ljeta, dan je postajao sve kraći i Sveti Andrija se nije više dobro vidio. Da bi Mare mogla naći Ivana, dogovore se da će on zapaliti fenjer na stijeni i da će čekati Maru, koja će plivati po signalu. Niko i braća su doznali za sve ovo i odlučili su se na osvetu. Jednog tmurnog dana, Mare je plivala na Sv. Andriju, a Niko i braća su je pratili. Kad je pao mrak, zapalili su u barci fenjer i udaljavali se prema pučini. Mare ih je pratila, sve dalje i dalje,... Ivan ju je čekao tu noć, sljedeću, i sljedeću, i treću noć ju je more izbacilo na stijene. Nakon toga ostane Ivan zauvijek u samostanu.